# Нода Сатору
Сатору Нода (яп. 野田 知, нар. 19 березня 1969, Хоккайдо) — японський футболіст, що грав на позиції півзахисника.
Виступав, зокрема, за клуби «Йокогама Ф. Марінос» та «Авіспа Фукуока».

## Клубна кар'єра
У дорослому футболі дебютував 1990 року виступами за команду «Ніссан Моторс», яка з 1992 року стала називатись «Йокогама Ф. Марінос», в якій провів дев'ять сезонів, взявши участь у 197 матчах чемпіонату, забивши 10 голів. Більшість часу, проведеного у складі «Йокогама Ф. Марінос», був основним гравцем команди.
В подальшому протягом 1999—2002 років захищав кольори команди клубу «Авіспа Фукуока».
Завершив професійну ігрову кар'єру у клубі «Волка Кагосіма», за команду якого виступав протягом 2003—2004 років.

## Статистика
| Чемпіонат | Чемпіонат             | Чемпіонат        | Ліга | Ліга | Кубок            | Кубок            | Кубок ліги      | Кубок ліги      | Всього | Всього |
| Сезон     | Клуб                  | Ліга             | Ігри | Голи | Ігри             | Голи             | Ігри            | Голи            | Ігри   | Голи   |
| Японія    | Японія                | Японія           | Ліга | Ліга | Кубок Імператора | Кубок Імператора | Кубок Джей-ліги | Кубок Джей-ліги | Всього | Всього |
| --------- | --------------------- | ---------------- | ---- | ---- | ---------------- | ---------------- | --------------- | --------------- | ------ | ------ |
| 1990/91   | «Ніссан Моторс»       | ЯФЛ 1            | 1    | 0    |                  |                  | 0               | 0               | 1      | 0      |
| 1991/92   | «Ніссан Моторс»       | ЯФЛ 1            | 2    | 0    |                  |                  | 0               | 0               | 2      | 0      |
| 1992      | «Йокогама Ф. Марінос» | Джей-ліга        | -    | -    | 1                | 0                | 9               | 0               | 10     | 0      |
| 1993      | «Йокогама Ф. Марінос» | Джей-ліга        | 23   | 1    | 0                | 0                | 5               | 0               | 28     | 1      |
| 1994      | «Йокогама Ф. Марінос» | Джей-ліга        | 41   | 2    | 4                | 0                | 3               | 0               | 48     | 2      |
| 1995      | «Йокогама Ф. Марінос» | Джей-ліга        | 50   | 2    | 2                | 0                | -               | -               | 52     | 2      |
| 1996      | «Йокогама Ф. Марінос» | Джей-ліга        | 28   | 4    | 1                | 0                | 9               | 0               | 38     | 4      |
| 1997      | «Йокогама Ф. Марінос» | Джей-ліга        | 25   | 1    | 2                | 0                | 5               | 0               | 32     | 1      |
| 1998      | «Йокогама Ф. Марінос» | Джей-ліга        | 27   | 0    | 0                | 0                | 4               | 0               | 31     | 0      |
| 1999      | «Авіспа Фукуока»      | Джей-ліга        | 27   | 2    | 2                | 0                | 3               | 0               | 32     | 2      |
| 2000      | «Авіспа Фукуока»      | Джей-ліга        | 29   | 2    | 1                | 0                | 3               | 0               | 33     | 2      |
| 2001      | «Авіспа Фукуока»      | Джей-ліга        | 28   | 0    | 1                | 0                | 4               | 0               | 33     | 0      |
| 2002      | «Авіспа Фукуока»      | Джей-ліга 2      | 16   | 0    | 0                | 0                | -               | -               | 16     | 0      |
| 2003      | «Волка Кагосіма»      | Регіональна ліга |      |      | 1                | 0                | -               | -               | 1      | 0      |
| 2004      | «Волка Кагосіма»      | Регіональна ліга |      |      | -                | -                | -               | -               |        |        |
| Країна    | Японія                | Японія           | 297  | 14   | 15               | 0                | 45              | 0               | 357    | 14     |
| Всього    | Всього                | Всього           | 297  | 14   | 15               | 0                | 45              | 0               | 357    | 14     |

## Досягнення
- Чемпіон Японії (1):

«Йокогама Марінос»: 1995
- Володар Кубка Імператора (2):

«Йокогама Марінос»: 1991, 1992